# Espressione booleana
In informatica, un'espressione booleana è un'espressione che, quando valutata (ovvero, quando viene dato un valore ai letterali di cui è composta), produce un valore booleano (vero o falso).
Un'espressione booleana può essere composta da:
- operatori booleani;
- operandi, suddivisi in costanti booleane (vero e falso) e letterali;
- funzioni booleane, ovvero funzioni che dato un input qualsiasi restituiscono un valore booleano.

Il concetto di espressione booleana è utilizzato in particolar modo in informatica, ed è definito in maniera analoga, dove i letterali sono delle variabili booleane e le costanti sono le parole-chiave true e false (o i valori 1 e 0).

## Operatori booleani
Gran parte dei linguaggi di programmazione supportano gli operatori OR, AND e NOT. In alcuni linguaggi, come il C (e derivati) e Java, questi operatori sono denotati con ||, && e !, rispettivamente. In altri, come il Fortran, sono rappresentati con i simboli |, & e ~.
Nella letteratura matematica, invece, le notazioni più diffuse sono:
- + (più) o ∨ (vel) per la disgiunzione inclusiva;
- · (punto) o ∧ (et) per la congiunzione;
- ‾ (overbar), ¬ (not) o ′ (primo) per la negazione.